# Servantes du Saint Cœur de Marie
Les servantes du Saint Cœur de Marie est une congrégation religieuse féminine hospitalière et enseignante de droit pontifical.

## Histoire
La congrégation est fondée le 19 mars 1860 à Paris par le père Jean-Baptiste Delaplace (1825-1911), de la congrégation du Saint-Esprit, avec l'aide de Jeanne-Marie Moisan (1824-1892) pour se consacrer à l'éducation, à l'instruction chrétienne de la jeunesse et aux soins des orphelins. La congrégation prend le nom de Servantes du Saint-Cœur de Marie car le fondateur était lui-même membre de la société du Saint-Cœur de Marie fondée par le vénérable François Libermann avant sa fusion avec la congrégation du Saint-Esprit. En 1867, Jeanne-Marie Moisan fait profession religieuse et devient Mère Marie du Saint-Sacrement.
En 1899, la congrégation est reconnue de droit diocésain par l'archevêque de Paris, le cardinal Richard. Dès lors, l'institution se développe rapidement dans plusieurs villes françaises ainsi qu'aux États-Unis (1889) et au Canada (1892). L'institut reçoit le décret de louange le 8 juillet 1902.
À la suite des lois anticongrégationnistes de 1903 qui entraînent son déclin en France, la congrégation migre et se développe au Canada. Dans les années 1950, les sœurs établissent des missions à Cuba, au Cameroun et en Argentine.

## Activités et diffusion
Les sœurs se dédient à l'enseignement, aux soins des malades et des personnes âgées.
Elles sont présentes en: 
- Europe : France.
- Amérique du Nord : Canada, États-Unis.
- Amérique du Sud : Argentine, Pérou.
- Antilles : Cuba.
- Afrique : Cameroun, République Démocratique du Congo.